# Diospyros abyssinica
Diospyros abyssinica är en tvåhjärtbladig växtart som först beskrevs av William Philip Hiern, och fick sitt nu gällande namn av Frank White. Diospyros abyssinica ingår i släktet Diospyros och familjen Ebenaceae.

## Underarter
Arten delas in i följande underarter:
- D. a. abyssinica
- D. a. attenuata
- D. a. chapmaniorum
- D. a. reticulata